# Čupevo (Klina)
Pour l’article homonyme, voir Čupevo (Orahovac).
Qupevë en albanais et Čupevo en serbe latin (en serbe cyrillique : Чупево) est une localité du Kosovo située dans la commune/municipalité de Klinë/Klina et dans le district de Pejë/Peć. Selon le recensement kosovar de 2011, elle compte 579 habitants, tous Albanais.

## Démographie

### Évolution historique de la population dans la localité
| 1948 | 1953 | 1961 | 1971 | 1981 | 1991 | 2011 |
| ---- | ---- | ---- | ---- | ---- | ---- | ---- |
| 102  | 111  | 151  | 217  | 331  | 468  | 579  |

|  |